# 21. СС брдска дивизија Скендербег (1. албанска)
21. СС брдска дивизија „Скендербег” (1. албанска) (њем. 21. Waffen-SS Gebirgsdivision der SS „Skanderbeg“ (albanische Nr.1)) била је њемачка брдска пјешадијска дивизија Вафен-СС, оружаног крила Нацистичке партије.
Језгро дивизије је образовано око албанских батаљона који су накратко водили борбу у источној Босни против партизана у саставу 13. СС брдске дивизије „Ханџар” (1. хрватска). Сачињена углавном од Албанаца са претежно њемачким (рајхсдочјери и фолксдојчери) официрима и подофицирима, назив је добила по албанском националном хероју Ђурђу Кастриоту Скендербегу, који је предводио отпор албанских племена османским освајачима и исламизацији.
Скендербег никада није достигао бројност дивизије, имајући у највећем броју 6.000—6.500 војника што је снага бригаде. У мају 1944. године, припадници дивизије су ухапсили 281 Јевреја у Приштини и предали их Нијемцима, који су их транспортовали у концентрациони логор Берген-Белзен, гдје су многи убијени. Сама дивизија је била познатија по овој акцији и по убијању, силовању и пљачкању у претежно српским областима, него по учешћу у борбеним дејствима за њемачке ратне циљеве. Једина значајна војна акција десила се током њемачке антипартизанске офанзиве у окупираној Црној Гори у јуну и јулу 1944. године. Након тих дејстава дивизије, њени припадници су распоређени као стражари у рудницима хрома на Косову, која су убрзо заузели партизани, што је довело до великог дезертерства. Ојачана припадницима Кригсмарина (њемачка морнарица) и са мање од 500 Албанаца у својим редовима, Скендербег се распушта 1. новембра 1944. године. Преостали припадници укључени су у састав 7. СС добровољачке брдске дивизије „Принц Еуген”. Након рата, дивизиони командант СС-бригадефирер и генерал-мајор Вафен-СС Аугуст Шмитхубер осуђен је 1947. у Београду на смрт за почињене ратне злочине и затим погубљен.

## Историја

### Позадина
Пет мјесеци прије избијања Другог свјетског рата, тачније 7. априла 1939. године, Краљевина Италија је извршила инвазију на Краљевину Албанију. Земља је заузета за пет дана и италијански краљ Виторио Емануеле III прихватио је круну коју му је понудио Парламент Албаније. Краљевска албанска војска придружена је Краљевској италијанској војсци и именован је вицекраљ који је управљао земљом као протекторатом. Након инвазије Сила Осовине на Краљевину Југославију 6. априла 1941. године, италијанска Албанија проширила је своју територију на дијелове Вардарске и Моравске бановине. Албанци који су живјели у овим областима дочекали су окупацију са одушевљењем. Неки од њих су чак истицали да су Албанци „Аријевци илирског насљеђа”. Иако званично под италијанском влашћу, Албанци су добили контролу над регионом и охрабривани су да отварају школе на албанском језику, које је забранила југословенска власт. Италијани су дозволили Албанцима да истичу албанску заставу. Краљевска италијанска војска је протјерала већину Срба који су населили Косово и Метохију током међуратног периода. Албанци су искористили измјењене околности, напали су своје српске сусједе и спалили домове чак 30.000 српских породица.
Албанија је остала под италијанском окупацијом све до њене предаје Савезницима у септембру 1943. године. У августу исте године, суочена са непосредном пропашћу италијанских ратних напора, Њемачка је распоредила 2. оклопну армију на Балкан како би преузела области које је раније окупирала Италија. Једна од италијанских области које је њемачке преузела била је Албанија, гдје је распоређен 21. брдски армијски корпус 2. оклопне армије под командом генералоберста Лотара Рендулића. Генерални опуномоћеник Вермахта и специјални представник Хајнриха Химлера, СС-бригадефирер и генерал-мајор Вафен-СС и полиције Јозеф Фицтум, налазили су се у албанској пријестоници Тирани. Нијемци су преузели контролу над свим албанским снагама које су сарађивале са Италијанима прије њихове капитулације, укључујући Бали Комбетар, антикомунистичку и националистичку милицију. Нијемци су ојачали албанску војску и жандармерију, али убрзо су схватили да су те снаге непоуздане. Исте године, одређени број Албанаца са простора Косова, Метохије и Новопазараског санџака регрутован је у 13. СС брдску дивизију „Ханџар” (1. хрватска), Вафен-СС дивизија сачињена претежно од босанских муслимана и Хрвата са већинским њемачким официрским кадром. За око шест мјесеци ова дивизија је укључивала око 1.000 Албанаца са простора Косова, Метохије и Санџака, а који су се налазили у 1. батаљону 2. пука (I/2), која је касније постао 1. батаљон 28. пука (I/28). Дивизија је касније регрутовала још 500 мушкараца са простора Санџака.
Образовање албанске Вафен-СС дивизије била је Фицтумова идеја, којој се у почетку супротстављао њемачки високи чиновник Министарства иностраних послова Херман Нојбахер и шеф Рајхсзихерхајтсхауптамт СС-обергрупенфирер и генерал полиције Ернст Калтенбрунер, који је вршио утицај на Химлера да је укине. Ипак, албанска влада је подржала идеју; суочен са све већим потешкоћама, Химлер је убзо промијенио мишљење, а фебруара 1944. године идеја је добила одобрење од Адолфа Хитлера.

### Стварање
У фебруару 1944. године, Хитлер је одобрио оснивање албанске Вафен-СС дивизије која би дјеловала само на простору Косова и сврха дивизије била је само заштита Албанаца, али је остала под њемачком контролом. Била је једна од три муслиманске Вафен-СС дивизије на простору Балкана, док су остале двије биле 13. СС брдска дивизија „Ханџар” (1. хрватска) и 23. СС брдска дивизија „Кама” (2. хрватска). Химлеров циљ био је да прошири регрутовање Вафен-СС на Балкану и оснивање по два корпуса са по двије дивизије, са једним корпусом који ће дјеловати на простору Босне и Херцеговине у Независној Држави Хрватској, док би други дјеловао на простору Албаније. Ти корпуси би требало да буду спојени са 7. СС добровољачком брдском дивизијом „Принц Еуген” и заједно би чинили балканску Вафен-СС брдску армију од пет дивизија.
У марту 1944. године, Бедри Пејани, предсједник Друге призренске лиге, организације која је основана након италијанске предаје са циљем остварења интереса Албанаца, предложио је Хитлеру да се оснује јединица од 120.000—150.000 албанских добровољаца која би се борила против југословенских и албанских партизана. Пејани је затражио од њемачког вођства опрему и залихе за Албанце како би се борили против комунистичких побуна, а затражио је и проширење граница Албаније на штету Територије под војном управом у Србији и Краљевине Црне Горе. Ови захтјеви нису испуњени, али у априлу 1944. године Химлер је наредио оснивање нове албанске добровољачке дивизије, која је касније добила име по албанском националном хероју Ђурђу Кастриоту Скендербегу. До тога тренутка, Нијемци и неки припадници албанске квислиншке власти вјеровали су да би се око 50.000 мушкараца са простора Албаније могло регрутовати у СС. СС је у почетку предвиђала да ће албанска СС дивизија бројати 10.000—12.000 људи. Химлер је у Албанцима муслиманима видио могући извор људства у њемачком рату са југословенским партизанима, који су се суочили са озбиљним потешкоћама у регрутовању Албанаца у своје редове. Нијемци су увидјели да су Албанци са простора окупиране Југославије спремнији на сарадњу, него Албанци из саме Албаније. То се дешавало углавном због страха од повратка југословенске власти. Квалитет већине регрута био је лош, а само 6.000 је сматрано погодним за обуку. Регрути који су примљени су спојени заједно са око 1.500 бивших заробљеника Југословенске војске, елементима пропале албанске војске и жандармерије, добровољцима из предратне и ратне Албаније и регрутима који су потицали из породица са више од два сина. Ангажовање албанског цивилног становништва спровођено је у тијесној сарадњи са албанском марионетском владом.
Дана 17. априла 1944. године, албански батаљон 13. СС брдске дивизије пребачено је жељезницом непосредно из борби у Босни на Косово како би образовали дио Скендербег дивизије. Шеф регрутовања у Вафен-СС, СС-обергрупенфирер Готлоб Бергер, извијестио је Химлеру да су Албанци „… били тужни због одласка”. Сам Химлер је очекивао „велику корист” од јединице, с обзиром да су се Албанци који су били у саставу Ханџар дивизије показали као „високо мотивисани и дисциплиновани” у борби против југословенских партизана. Дана 23. маја, Фицтум је извијестио о неуспјеху албанских јединица у операцији против партизана, те да је распустио четири албанска батаљона у саставу Вермахта. Описао је већину албанских официра војске и жандармерије као „потпуно корумпиране, неупотребљиве, недисциплиноване”.

### Операције
Дивизија је основана као 21. СС брдска дивизија „Скендербег” (1. албанска) 1. маја 1944. године у саставу 21. брдског армијског корпуса. Већина или чак сви дивизиони официри, подофицири и специјалисти били су Нијемци, углавном из 7. и 13. СС дивизије, што је знатно ослабило те јединице. Дивизиони артиљеријски пук основан је од 1. албанског артиљеријског пука. Дивизија је стављена под команду СС-штандартенфирера Аугуста Шмидхубера, који је у јуну унапријеђен у СС-оберфирера. Јачина дивизије се процјењује на од 6.000 до 6.500 људи. Припадници дивизије су полагали вјерску заклетву над Кураном, обећавајући „џихад против кафира”. Дивизија је на почетку била опремљена заробљеним италијанским тенком M15/42, који се показао као непоуздан. Гарнизон се налазио у Призрену.
На самом почетку је постало познато да је већини Албанаца муслимана у дивизији циљ био борба са Србима православцима, који су постали мета бројних звјерстава. Како би зауставили злочине, Нијемци су морали разоружати батаљоне дивизије у Пећи и Призрену и ухапсити албанске официре, а један командни официр је чак послат у затвор у Њемачку. Дана 14. маја 1944. године, припадници дивизије су упали у јеврејске домове у Приштини, ухапсивши 281 Јеврејина које су предали Нијемцима, а који су их послали у концентрациони логор Берген-Белзен, гдје је већина убијена. Дивизија је касније била укључена у масакр над албанским партизанима. Уопштено, била је познатија по убиствима, силовањима и пљачкама, претежно у српским подручјима, и по хапшењу Јевреја, него по учествовању у борбеним акцијама у сврху њемачког ратног циља. Осим неселективног убијања Срба, дивизија је била одговорна за протјеривање преко 10.000 српских породица са Косова, када су стигли нови албански досељеници из сиромашних подручја сјеверне Албаније. Долазак ових Албанаца охрабривале су и италијанске власти, а процјењује се да се чак 72.000 Албанаца доселило на Косово током рата. Између 28. маја и 5. јула 1944. године, дивизија је ухапсила укупно 510 Јевреја, комуниста и осталих антифашиста, које је предала Нијемцима. Такође је вршила одмазде вјешањима сумњивих саботера.
У јуну 1944. године, дивизија Скендербег је спроводила велике маневре на терену у источној Црној Гори. У Андријевици, је извршила масакр над више од 400 српских цивила. Дивизија је заједно са 7. СС дивизијом „Принц Еуген” починила масакр над 428 српских цивила у селу Велика код Плава. Учествовала је у операцијама Ендлих (Коначно) и Фалкенауге (Соколово око) у јуну и јулу, као и у операцији Драуфгангер (Дрзник), током којих је дивизија била главна сила коју су користили Нијемци. Ове операција су за циљ имале уништавање јаких партизанских снага на подручју Ђаковице, Пећи и Мокре Горе. Према Нојбахеру, дивизија је била безбрижно посвећена борби у раним фазама њене обуке и лоше се показала. Између 18. и 27. августа, дивизија се борила са партизанима у околини Дебра, али није успјела заузети град. Крајем августа 1944, Нијемци су донијели одлуку да се дивизија може користити само за основне стражарске дужности. Неки припадници су били задужени за чување рудника хрома на Косову, прије него што су то подручје заузели партизани. У предстојећим сукобима, један од пукова дивизије изгубио је више од 1.000 припадника, а многи Албаци су дезертирали, неки након што су српски партизани напали подручје сјевероисточно од Гусиња. Група армија Е тврдила је да учинак дивизије „апсолутно нема војне вриједности”.
Дана 1. септембра 1944. године, снаге дивизије у Тетову и Гостивару су се побуниле, убијајући своје њемачке официре и подофицире. У то вријеме, дивизије је бројала нешто мање од 7.000 људи, што је од једне трећине првобитно предвиђене снаге. За два мјесеца од почетно распоређивања дивизије, 3.500 људи је дезертирало из јединице. Химлер је у дивизију довео 3.000—4.000 припадника Кригсмарине из Грчке да би надокнадио изгубљену бројност, али то није много утицало на борбену способност дивизије. Од почетка октобра 1944, снага дивизије је спала на око 4.900, од којих је мање од 1.500 било спремних за борбу. Јединица је била ослабљена оштећењем опреме и оружања, као и недостатком њемачког војног особља за обуку нових регрута, што се показало чињеницом да је током љета и јесени за борбу био спреман само један батаљон. Шмидхубера су његови војници презирали, а Фицтум то објашњава тиме што нису успјели осигурати ефикасне сигурносне снаге омаловажавајући албанску културу и војни углед. Мање упознати припадници Вермахта су касније изјавили да је главни проблем везан за поузданост дивизије, био јер Нијемци нису блиско сарађивали са Албанцима на мјесном нивоу. Средином октобра, дивизија је учествовала у тешким борбама у околини Ђаковице. Јединица је пружала помоћ Вермахту у повлачењу са Косова, покривајући бокове снага у повлачењу. У то вријеме, дезертери су знатно ослабили јединицу, а 86 официра и 467 подофицира остало је заједно са снагама од 899 мушкараца, од чега су половина били Албанци. Дана 24. октобра, генералоберст Александер Лер, командант Групе армије Е, наредио је да се сви Албанци у јединици разоружају и пусте.
Дивизија је 1. новембра 1944. године распуштена. У исто вријеме, косовски Албанци су отпочели борбу са партизанима када су сазнали да област неће бити у саставу Албаније послије рата, упркос ранијим партизанским обећањима. Због тога је на Косово послато 30.000 партизана који су сурово угушили побуну. Између 3.000 и 25.000 Албанаца је убијено током гушења побуне.

### Посљедице
Преостале њемачке снаге и бивше морнаричко особље реорганизовани су као пуковска кампфгрупа Скендербег под командом СС-оберштрумбанфирера Алфреда Графа. Јединица се повукла са простора Косова средином новембра заједно са остатком њемачких снага у тој области. Многи Срби и Црногорци су се затим осветили косовским Албанцима, нарочито сарадницима и бившим припадницима дивизије. Када је кампфгрупа Скендербег стигла до Љубовије на ријеци Дрини, стављена је под команду 7. СС добровољачке брдске дивизије „Принц Еуген”, која је обезбјеђивала прелазак ријеке у том подручју. Кампфгрупa је држала Зворник и Дрињачу током прве половине децембра 1944. као дио љубовијског мостобрана. Касније се повукла преко Дрине и борила се на сјеверу према Брчком на ријеци Сави, гдје је ослободила снаге Вермахта које су држале град. Крајем децембра, батерија самохотке кампфгрупе била је присутна на Сремском фронту у Винковцима. Остатак јединице био је распоређен у Бијељини.
У јануару 1945. године, шачица морнаричког особља која је преживјела пребачена је у 32. СС добровољачку гренадирску дивизију „30. јануар”, а остаци бивше дивизије реорганизовани су као 2. батаљон 14. СС добровољачког брдског пјешадијског пука 7. СС добровољачке брдске дивизије „Принц Еуген”. Дана 21. јануара 1945. године Шмидхубер је унапријеђен у СС-бригадефирера и генерал-мајора Вафен-СС и постављен у команду 7. СС добровољачке брдске дивизије „Принц Еуген”. Након рата, проглашен је кривим за ратне злочине и објешен је. У фебруару 1945, батаљон је потпуно распуштен, а преостало људство додјељено је њемачком полицијском пуку у близини Загреба.
Сама дивизија је сматрана војним неуспјехом; нити један припадник дивизије није одликован Гвозденим крстом током служења у њој. Све у свему, дивизија је била познатија по злочинима које је починила, него по доприносу њемачким ратним циљевима. Њену улогу у депортовању Јевреја са простора Косова испитао је албански историчар Шабан Синани, који тврди да та јединица није учествовала у било каквој депортацији у име Нијемаца. Током рата на Косову и Метохији (1998—1999), амерички журналиста Крис Хеџес тврдио је да су неки од припадника Ослободилачке војске Косова били непосредни потомци неких припадника дивизије и да је то идеолошки утицало на њих. Малком је оспорио ову тврдњу.

## Ознаке
Ознака за припадности дивизији био је албански двоглави орао. Упркос свом краткотрајном постојању, овратник са приказом козе на врху шљема био је направљен за дивизију, али не постоје докази да је икада кориштен. Постоје фотографије са одређеним машинским тканим манжетним појасом са натписом Скендербег, али он је додјељен 14. СС добровољачком брдском пуку 7. СС дивизије у јесен 1944, а не за ову дивизију. Припадници кадровског особља фотографисани су како носе штитник за руку са приказом црног албанског двоглавог орла на црвеном пољу. Многи припадници дивизије исламске вјероисповијести носили су традиционалне сиве капе, умјесто стандардне СС капе. Остали су носили традиционалне албанске капе зване кече.

## Састав дивизије
Главне јединице у саставу дивизије биле су:
- 50. Вафен-СС брдски пјешадијски пук (1. албански) (1, 2. и 3. батаљони)
- 51. Вафен-СС брдски пјешадијски пук (2. албански) (1, 2. и 3. батаљони)
- 21. СС извиђачки батаљон (четири чете)
- 21. СС добровољачки противтенковски батаљон (три чете)
- 21. СС брдски артиљеријски пук (четири батаљона)
- 21. СС добровољачки пионирски батаљон (три чете)
- 21. СС замјенски батаљон
- 21. СС добровољачки сигналскии батаљон (три чете)
- 21. СС брдски одред подршке